# Jarmúk
Jarmúk (arabsky نهر اليرموك‎, nahr al-Jarmúk; hebrejsky נהר הירמוך‎, nehar ha-Jarmuch; starořecky Hieromax) je největší a nejvýznamnější přítok řeky Jordán, jeden z jeho tří přítoků mezi Galilejským jezerem a Mrtvým mořem. Tvoří hranici mezi Izraelem a Jordánskem a také hranici mezi Jordánskem a Sýrií. Hluboce zařízlý kaňon řeky ohraničuje z jihu Golanské výšiny. V letech 1930 až 1948 existovala při soutoku Jordánu a Jarmúku vodní elektrárna Naharajim, která byla zničena během izraelské války za nezávislost.

## Bitva u Jarmúku
V této důležité bitvě (20. srpna 636 n. l.), odehravší se na pláni na severní straně řeky, byla muslimskými Araby poražena Byzantská říše, což znamenalo konec její nadvlády v oblasti Syropalestiny a počátek expanze islámu a arabské nadvlády na Blízkém východě. Křesťanský charakter této oblasti poté postupně zaniknul.